# バットマン: イヤーワン
『バットマン：イヤーワン』 (Batman:Year One) は、DCコミックスが出版するアメリカンコミックに登場するスーパーヒーロー『バットマン』の1年目の活躍を描いた作品。ライターはフランク・ミラー、アーティストはデヴィッド・マーズキャリー、着色はリッチモンド・ルイス、レタラーはトッド・クライン。“Batman: Year One”は元々Batman #404-407に掲載され、後に一冊にまとめられた。バットマンとして活動を始めたブルース・ウェインとゴッサムシティの腐敗に立ち向かうジェームズ・ゴードンの人生が交差し、最終的に協力関係を構築する。
日本では1996年に小学館プロダクションから舘野恒夫の邦訳による『スーパーマン/バットマン』のNo.1(PART1~2)とNo.2(PART3~4)に掲載された。2005年にはジャイブ社のレーベルJIVE AMERICAN COMICSより秋友克也による邦訳の新装版が出版された。旧版と新装版では翻訳と彩色が異なっている。
2009年12月19日に“Batman: Year One（バットマン：イヤーワン）“と”Batman:Year Two（バットマン：イヤーツー）”を収録した『バットマン：イヤーワン/イヤーツー』がヴィレッジブックスから出版された。イヤーワンの彩色、翻訳はジャイブと同じ。イヤーツーは翻訳が舘野恒夫から石川裕人に変更されている。

## あらすじ
1．"Who I am how I come to be"
物語はブルース・ウェインのバットマンと、ジム・ゴードンのゴッサムシティ警察としてのキャリアの始まりを語る。ブルース・ウェインは海外で過去12年間、武術、犯人捜査、科学の訓練を受けてゴッサムシティに帰郷する。ジェームズ・ゴードン警部補は同僚を汚職の疑いで告訴し、ゴッサムシティに左遷され、妻のバーバラ・ゴードンとシカゴからゴッサムシティに引っ越す。ゴードンはゴッサムシティの腐敗と暴力を熟知しているアーノルド・ジョン・フラス警部のパートナーになる。ある日ゴードンは十代の子供を暴行して楽しむパートナーを目の当たりにし、ゴッサムの腐敗に向き合うことを決める。
怪しげなイーストエンドを監視するために変装したブルースは、十代の売春婦ホリー・ロビンソンに淫らな話を持ちかけられる。彼はしぶしぶ彼女の暴力的なヒモとの乱闘に巻き込まれ、売春婦のセリーナ・カイルに攻撃された。ブルースは到着した2人の警察官に連行されるが、車の中で手錠を破壊して運転を妨害し、安全な距離でクラッシュを起こして逃亡する。
ゴードンは腐敗の力を消すためにすぐに働きかけるが、ジリアン・ローブ本部長の命令で数人の役員は彼を攻撃する。それはフラスを含み、ゴードンの妊娠した妻を個人的に脅した。ゴードンはフラスに復讐するため、彼を倒して裸のままで手錠して雪の中に放置する事で恥をかかせる。
ブルースはウェインマナーで彼の父の胸像の前に座り、犯罪との戦いの指導を要求する。窓を破った蝙蝠からインスピレーションを受けて犯罪者を怯えさせる手段を思いつき、蝙蝠のコスチュームを着る。
2．"War is declared"
ゴードンは勇敢な行為から有名人になり、ブルースもバットマンとして活動を始めていた。バットマンは泥棒のグループと戦い、初めて勝利する。そして、バットマンは麻薬の売人の賄賂を受けたフラスを攻撃する。バットマンはゴッサムの腐敗した政治家や犯罪組織のボスが出席するディナーパーティーを中断し、カーマイン・ファルコーネを裁判にかけるという意向を発表した。ローブはゴードンに、必要ならばどんな手段を使ってでもバットマンを捕まえるよう命令する。
バットマンはファルコーネを裸にして縛り上げ、犯罪組織のボスをさらに激怒させる。サラ・エッセン刑事はゴードンにバットマンの容疑者としてブルース・ウェインを提案する。エッセンとゴードンは暴走したトラックから老婦人を救ったバットマンを目撃し、それを知った地方検事のハービー・デントは、バットマンの最初の盟友になる。エッセンはバットマンに銃を向けるが、彼は廃墟へ逃げる。
建物は解体する予定だったと主張し、ローブはゴードンに爆弾を落とす事を要求する。そして、ヘリが廃墟に爆弾を落とす。
3．"Black Dawn"
廃墟にSWATチームを送り込まれ、バットマンは戦いを強いられる。彼は中の爆薬が燃え出したためベルトを捨てる。バットマンは銃撃されて2つの弾傷を受けるが、チームの不注意で発砲された弾丸が数人の人々を負傷させた事にバットマンは怒り、彼は洞穴の蝙蝠を引きよせる装置を使い混乱の中で逃走する。バットマンを目撃したカイルは、犯罪者としての生涯を始めるために猫のコスチュームを着る。そして、ゴードンはエッセンと不倫関係になる。
4．"Friend in need"
バットマンは麻薬のディーラーを脅迫し、ディーラーはフラスに不利な証言をするためにゴードンのところへ向かう。ローブはゴードンの功績に動揺し、浮気の証拠を持っていると脅す。ゴードンはバットマンの正体を調査するために、ブルース・ウェインをインタビューする。ゴードンはバーバラに浮気を告白し、エッセンは不倫関係を終わらせて転属する。
バットマンはファルコーネを探るために、ファルコーネの邸宅に潜入する。カイルは強盗するためにファルコーネの邸宅に入っており、ファルコーネのボディガードの攻撃をバットマンに助けられる。ファルコーネの計画を確認し、ブルースはゴードンを助けるために去る。
ファルコーネの甥の凶悪犯ジョニー・ビッティは、ゴードンの赤ん坊を誘拐して人質にする。ビッティはゴードンに、彼の家族の人質を抱いていると電話する。ゴードンは逃げたビッティと赤ん坊を追う。そして、不可解なモーターサイクリスト（ブルース・ウェインだと読者に示される）は、ビッティを追うために飛び出す。
ゴードンは橋でビッティの自動車のタイヤを銃で吹き飛ばす。ゴードンとビッティは戦い、彼の眼鏡は側に落ちる。ビッティは誤ってジェームズ・ゴードン・ジュニアを橋から落とし、ブルースは橋を飛び越えて赤ん坊を救う。ゴードンの前にはマスクを剥がれたバットマンが立っているが「眼鏡なしでは何も見えない」と言い、ブルースを行かせる。
最後のシーンでは、フラスは捕まり証言をデントに提供する。ローブは辞職し、ゴードンは警部に昇進した。ゴードンはジョーカーと呼ばれている人間について議論するために屋上でバットマンを待つ。